# Rondibilis semielongata
Rondibilis semielongata är en skalbaggsart som beskrevs av Hayashi 1974. Rondibilis semielongata ingår i släktet Rondibilis och familjen långhorningar.
Artens utbredningsområde är Taiwan. Inga underarter finns listade i Catalogue of Life.